# 火山國家公園
13°49′38″N 89°37′24″W / 13.8272°N 89.6233°W
火山國家公園是薩爾瓦多的國家公園，位於該國西部，橫跨聖安娜省和松索納特省，面積45平方公里，該地區覆蓋3座火山，最高點海拔高度2,381米。